# Condomínio Edifício Praia Guinle
Condomínio Edifício Praia Guinle  é um condomínio fechado de alto padrão. Localizado no bairro nobre de São Conrado, à Avenida Prefeito Mendes Morais, 1400, na cidade do Rio de Janeiro.
O condomínio de luxo surgiu nos anos 80 e a construção transcorreu até 1985. Os grupos imobiliários Patrimóvel e Gomes de Almeida Fernandes juntaram-se para lançar o primeiro condomínio de luxo de São Conrado; num terreno que pertencia a família Guinle. O jornalista e colunista social Zózimo Barrozo do Amaral estrelou a peça publicitaria de lançamento do empreendimento e ainda fez o texto da propaganda.
É composto por três torres (blocos) de apartamentos de 260 a 530 metros quadrados de área. O Praia Guinle ainda é um dos endereços da cidade com a maior concentração de famosos . Moram ou já viveram ali o ex-presidente João Figueiredo, Gilberto Gil, Simone, Gal Costa, Alcione, Chico Anysio, a socialite Lilibeth Monteiro de Carvalho, Luciano Huck, Boni e Beth Carvalho. O preço dos apartamentos varia de 3 a 7 milhões de reais .
Em 1998, o prédio ficou notório por uma polêmica envolvendo seus moradores, a cantora Simone denunciou a vizinha, a socialite Fernanda Colagrossi, por causa da enorme quantidade de cães - cerca de 20 - que mantinha em seu apartamento, a cantora pretendia remover os cachorros do condomínio sob alegação de que eles causavam mau cheiro e barulho e que Colagrossi estaria contrariando as regras de urbanidade e de boa vizinhança do condomínio; ao perder em primeira instância, Colagrossi recorreu várias vezes e, em 2004, a disputa judicial chegou ao Superior Tribunal de Justiça (STJ), que proibiu a vizinha da cantora de manter mais de três cães em apartamento, Fernanda preferiu se mudar para Petrópolis com seus cães.